# すずめさえ
すずめさえは、日本の漫画家。小学館発行の雑誌「ちゃお」にて執筆していた。デビュー作は、『ジュリエットはおまちかね』（2004年ちゃおDX冬号掲載）。現在はキャラパフェでぷくぷくあわわちゃんを連載中。

## 作品リスト

### 連載
- とっとこハム太郎 ふしぎのオニの絵本塔
  - 原作：河井リツ子、構成：工藤真紀、2004年度小学二年生11 - 1月号

### 読みきり
- ジュリエットはおまちかね（2004年ちゃおDX冬号）
- フラワー・キューピッド（2004年ちゃおDX春号）
- ミラクル☆ランナー（2004年ちゃおDX初夏号）
- マグネティック・ラブ（2004年ちゃおDX秋号）
- ホワイト＊Kiss（2005年ちゃおDX冬号）
- トーキの王子様（2005年ちゃおDX春号）
- パペット・ゲーム（2005年ちゃおDX初夏号）
- ラブ・ベーカリー（2006年ちゃおDX冬号）